# Tatlıca, Araç
Tatlıca là một xã thuộc huyện Araç, tỉnh Kastamonu, Thổ Nhĩ Kỳ. Dân số thời điểm năm 2008 là 186 người.